# Silent Warnings
Silent Warnings (bra: Aviso Mortal; prt: Avisos) é um telefilme americano de 2003, dos gêneros suspense, terror e ficção científica, dirigido por Christian McIntire para o canal Sci Fi Channel. 

## Sinopse
Grupo de universitários encontra vários círculos no milharal da casa onde estão. Após o desaparecimento de um membro do grupo, eles começam a suspeitar que algo sinistro acontece ali.

## Elenco
- Stephen Baldwin — Joe
- A.J. Buckley — Layne Vossimer
- Billy Zane — Xerife Willingham
- Callie De Fabry — Macy
- David O'Donnell — Stephen
- Ransford Doherty — Maurice
- Kim Onasch — Iris
- Michelle Borth — Katrina